# Ludovisijev prestol
Ludovisijev prestol je antični izklesan blok belega marmorja, katerega zadnja stran je bila votla,  na treh zunanjih površinah so bili izrezljani plitki reliefi. O njegovi verodostojnosti se razpravlja; večina meni, da je zahodnogrški, iz Magne Graecie, in ga datira v strogi klasični slog, med arhaično in zgodnjo klasiko, do obdobja okoli 460 pr. n. št. Ludovisijev prestol je shranjen v Narodnem rimskem muzeju (Museo Nazionale Romano) v Altempsovi palači v Rimu, ko ga je leta 1894 kupila italijanska država.
Na osrednjem reliefu je Afrodita (Anadiomena), ki se dviguje iz morja (višina 0,9 m, dolžina 1,42 m). Boginji v prosojni draperiji pomagata spremljevalki Hori, ki stojita na obali in sta pripravljeni, da jo ovijeta z oblačilom, ki ga rahlo držita in jo skriva od pasu navzdol. Reliefa na straneh diskretno obračata hrbet skrivnosti osrednjega prizora. Desni relief kaže pokončno skrito ženo, ki daruje kadilo z oltarja za kadilo, timiateriona, ki ga drži v levi roki, in gori na stojalu. Desna plošča je visoka 0,87 m, dolga je 0,69 m. Druga prikazuje mlado deklico, ki sedi z enim kolenom čez drugo koleno ter igra dvojno flavto, imenovano avlos; njeni lasje so povezani z ruto. Leva plošča je visoka 0,84 m, dolga je 0,68 m.
Ikonografija predmeta je brez primerjave v antiki, zato se porajajo dvomi o reliefu. Je nekaj različnih pogledov, spremljevalki stojita na prodnatih tleh, morda je na vstajajoči figuri obredno oblačilo htonične boginje, verjetno Perzefone, ki se dviga iz razpoke v zemlji  – Pandora je podobno prikazana v atiškem vaznem slikarstvu – ali Hera, ponovno rojena iz izvira Kanata pri Tirintu kot Hera Partenos. 
Prestol so leta 1887 našli na nekdanjem obsežnem posestvu Ludovisijeve vile v Rimu na starodavnih Salustijevih vrtovih. Prestavljen je bil v  Ludovisijevo vilo, po kateri se imenuje. Ludovisi je bila papeška družina, ki so bili že od začetka 17. stoletja pokrovitelji in zbiralci. Finančne težave so jih prisilile, da so leta 1894 prodali zbirke italijanski državi. Posest Ludovisijeve vile je bila razdeljena na zemljišča, ulice in predele, s čimer je bila povsem spremenjena. Sklepi o prvotnem namenu, pomenu reliefov in kraju nastanka niso bili dokončni, a leta 1982 je bil nastanek  povezan z novo narejenim templjem v Marasi, v bližini Locrija, kjer je bil obnovljen jonski tempelj Afrodite iz 480 pr. n. št. Pokazalo se je, da se je rekonstrukcija prestola popolnoma ujemala s preostalimi bloki v tempeljskih temeljih in ugotovljeno, da so terakotne votivne plošče povezane s kultom v Epizefirskem Lokrisu, edina slogovna vzporednica s prestolom. 
Edine druge gole ženske v tem obdobju (približno 460 pr. n. št.) so na atiški keramiki. Kritike anomalij v anatomiji in podrobnostih ter dvomi o verodostojnosti Ludovisijevega prestola je povzel Jerome Eisenberg v članku leta 1996 v Minervi, v katerem je trdil, da hetera, ki igra flavto, izhaja s psiktra (grška vaza) iz poznega 6. stoletja, ki jo je poslikal Evfronij, prikazan leta 1857 v Ermitažu v zbirki Campana. Eisenberg je opozoril, da je mnogo poznejša rimska predstavitev Penelopine žalosti za Odisejem edini ikonološki tip v klasični skulpturi, ki prikazuje žensko s prekrižanimi nogami: Penelopa je povsem oblečena. Na atiškem rdečefiguralnem skifosu iz Chiusija, 440 pr. n. št., je ob čakanju na Odisejevo vrnitev (skupaj s Telemahom) prikazana s prekrižanimi nogami (levo nogo ima čez desno nogo, gledano z leve). 
Manj uspešen dvojček Ludovisijevega prestola je Bostonski prestol v Muzeju lepih umetnosti v Bostonu, ki se je pojavil leta 1894, kmalu po dražbi Ludovisijevega. Kupil ga je poznavalec Edward Perry Warren, ki ga je podaril Bostonu. Na konferenci v palači Grassi v Benetkah leta 1996 so ju primerjali. Zdaj ni razstavljen v Bostonu. Če ni ponaredek, je morda rimski kip, ki je namenjen za dokončanje grškega kipa v Salustijevih vrtovih. Thomas Hoving, ki je bil nekoč direktor Metropolitanskega muzeja umetnosti, se spominja, da mu je umetnik v Italiji povedal, da je bil dvojni prestol v Bostonu delo velikega ponarejevalca Alcida Dossna. 